# Yu Zhiding

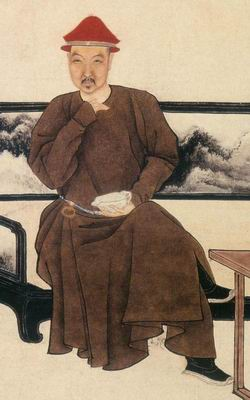
Retrat del poeta Nalan Xingde, fragment (Museu del Palau de Pequín)

Yu Zhiding (en xinès:禹之鼎; en pinyin: Yǔ Zhī dǐng), també conegut com a Shangji i Shenzai, va ser un pintor xinès que va viure sota la dinastia Qing. Va néixer vers l'any 1647 a Jiangdu, actualment Yangzhou, província de Zhejiang i va morir el 1709. Va ser un professor acadèmic. Va ser un cèlebre pintor paisatgista. També va pintar ocells i flors i figures humanes. Va aprendre de Lan Ying. Entre les seves obres destaquen: Músic tocant instrument i Buscant flors de prunera. Al Museu del Palau de Pequín i al Museu de Shandong s'hi troben pintures seves.